# Ordonho Bermudes
Ordonho Bermudes  (em castelhano: Ordoño Bermúdez; morto em 1042) foi um dos filhos bastardos de Bermudo II, rei de Leão, e possivelmente sua mãe era membro da nobreza galega segundo se depreende dum documento do Mosteiro de Samos onde os descendentes de Ordonho e os Vela-Ovequiz compartilham uma herança basada numa linea consaguinitatis.

## Biografia
Sua primeira aparição na ocumentação foi em 1001 quando confirmou um litígio entre o conde galego Rodrigo Romaniz e Jimena Jimenez. Em 1024 confirmou como o mordomo-mor de seu irmão o rei Afonso V. Após a morte do rei Afonso em Viseu em 1028, Ordonho foi o mordomo-mor de seu sobrinho, o rei Bermudo III tal como indicado num documento de 1029. Foi membro proeminente da Cúria Régia pelo menos até o ano 1032.

## Matrimónio e descêndencia

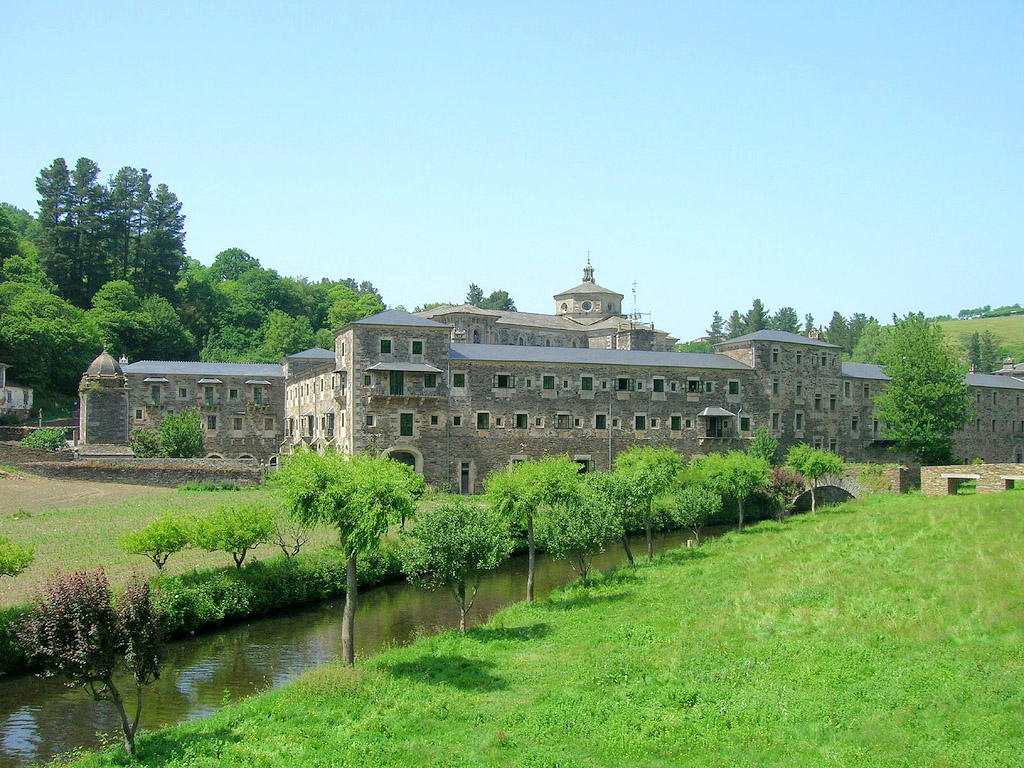
Mosteiro de São Julião de Samos onde os descendentes de Ordonho compartilham uma herança.

Ordonho e sua esposa, Fronilde Pais, filha do conde rebelde Paio Rodrigues e de Gotina Fernandes de Cea, esta última a filha do conde Fernando Bermudes, foram os genearcas da linhagem dos Ordonhes galegos. Em 1042, Ordonho e Fronilde fizeram uma 
doação ao Mosteiro de Santa Maria Virgen de Leão juntamente com "...filiis nostris Ueremundo Ordoniz, Sanctio Ordoniz et Fredenando Ordoniz et Xemena Ordoniz". Eles também tinham outros três filhos que já estavam mortos nesse ano: Afonso, Pelayo e Oveco. Os sete filhos foram:
- Bermudo Ordonhes, casado com Sancha Eris.
- Afonso Ordonhes (m. antes de 1042), conde.
- Pelayo Ordonhes (m. antes de 1042), esposo de Corexia e pai de Marina Pais, freira.
- Sancho Ordonhes (m. ca. 1080), conde, casado com Onecca Ovequiz, filha do conde Oveco Bermudez e de Elvira Soares.
- Oveco Ordonhes (m. antes de 1042).
- Jimena Ordonhes (morta antes de 1074) foi a primeira esposa do conde Munio Rodrigues, filho do conde Rodrigo Romaniz e a condessa Elvira Rodrigues, que depois de enviuvar de Jimena, contraiu matrimónio com Ilduara Velasques.[5][6]